# Dinastia alauita

Marrocos no século XVIII

Dinastia alauita é a atual família real do Marrocos. Os alauitas chegaram no Magrebe Ocidental (futuro Marrocos) no século XIII vindos da Arábia e ocuparam Tafilete. A dinastia foi fundada em 1631 por Ali Xarife, em meio aos tumultos que findaram o Sultanato Saadiano no início do século XVII, e seu filho Arraxide pacificou o país e logrou tomar controle de todo o Marrocos.